# Saint-Laurent-de-l'Île-d'Orléans
Saint-Laurent-de-l'Île-d'Orléans es un municipio canadiense situado en la provincia de Quebec.

## Superficie
Saint-Laurent-de-l'Île-d'Orléans tiene una superficie de 35,64 km².

## Demografía
En 2021, tenía 1607 habitantes, una densidad poblacional de 45,1 hab./km², y 824 viviendas.